# Ashtabula County
Ashtabula County[æʃtəˈbjuːlə] ist ein County im Bundesstaat Ohio der Vereinigten Staaten. Das U.S. Census Bureau hat bei der Volkszählung 2020 eine Einwohnerzahl von 97.574 ermittelt. Der Verwaltungssitz (County Seat) ist Jefferson.

## Geographie
Das County liegt im äußersten Nordosten von Ohio, grenzt im Osten an Pennsylvania, im Norden an den Eriesee, den südlichsten der fünf Großen Seen und hat eine Fläche von 3544 Quadratkilometern, wovon 1725 Quadratkilometer Wasserfläche sind. Es grenzt im Uhrzeigersinn an folgende Countys: Erie County (Pennsylvania), Crawford County (Pennsylvania), Trumbull County und Geauga County.

## Geschichte
Ashtabula County wurde am 10. Februar 1807 aus Teilen des Geauga County und des Trumbull County gebildet. Benannt wurde es nach dem Ashtabula River, wobei Ashtabula das indianische Wort für Fisch-Fluss ist.
Ein Ort im County hat den Status einer National Historic Landmark, das Joshua Reed Giddings Law Office. 38 Bauwerke und Stätten des Countys sind im National Register of Historic Places eingetragen (Stand 6. April 2018).

## Demografische Daten

Alterspyramide des Ashtabula County

Nach der Volkszählung im Jahr 2000 lebten im Ashtabula County 102.728 Menschen in 39.397 Haushalten und 27.774 Familien. Die Bevölkerungsdichte betrug 56 Einwohner pro Quadratkilometer. Ethnisch betrachtet setzte sich die Bevölkerung zusammen aus 94,07 Prozent Weißen, 3,16 Prozent Afroamerikanern, 0,19 Prozent Indianern, 0,34 Prozent Asiatischen Amerikanern, 0,02 Prozent Pazifischen Insulanern und 0,85 Prozent aus anderen ethnischen Gruppen; 1,36 Prozent stammten von zwei oder mehr Ethnien ab. 2,23 Prozent der Bevölkerung waren Hispanics oder Latinos.
Von den 39.397 Haushalten hatten 32,4 Prozent Kinder und Jugendliche unter 18 Jahre, die bei ihnen lebten. 54,8 Prozent waren verheiratete, zusammenlebende Paare, 11,4 Prozent waren allein erziehende Mütter, 29,5 Prozent waren keine Familien, 24,8 Prozent waren Singlehaushalte und in 10,7 Prozent lebten Menschen im Alter von 65 Jahren oder darüber. Die Durchschnittshaushaltsgröße betrug 2,56 und die durchschnittliche Familiengröße lag bei 3,05 Personen.
Auf das gesamte County bezogen setzte sich die Bevölkerung zusammen aus 26,2 Prozent Einwohnern unter 18 Jahren, 7,6 Prozent zwischen 18 und 24 Jahren, 28,0 Prozent zwischen 25 und 44 Jahren, 23,6 Prozent zwischen 45 und 64 Jahren und 14,7 Prozent waren 65 Jahre alt oder darüber. Das Durchschnittsalter betrug 38 Jahre. Auf 100 weibliche Personen kamen 95,1 männliche Personen. Auf 100 Frauen im Alter von 18 Jahren oder darüber kamen statistisch 92,1 Männer.
Das jährliche Durchschnittseinkommen eines Haushalts betrug 35.607 USD, das Durchschnittseinkommen der Familien betrug 42.449 USD. Männer hatten ein Durchschnittseinkommen von 33.105 USD, Frauen 22.624 USD. Das Prokopfeinkommen betrug 16.814 USD. 9,2 Prozent der Familien und 12,1 Prozent der Bevölkerung lebten unterhalb der Armutsgrenze. Davon waren 17,1 Prozent Kinder oder Jugendliche unter 18 Jahre und 8,6 Prozent waren Menschen über 65 Jahre.

## Orte in Ashtabula County

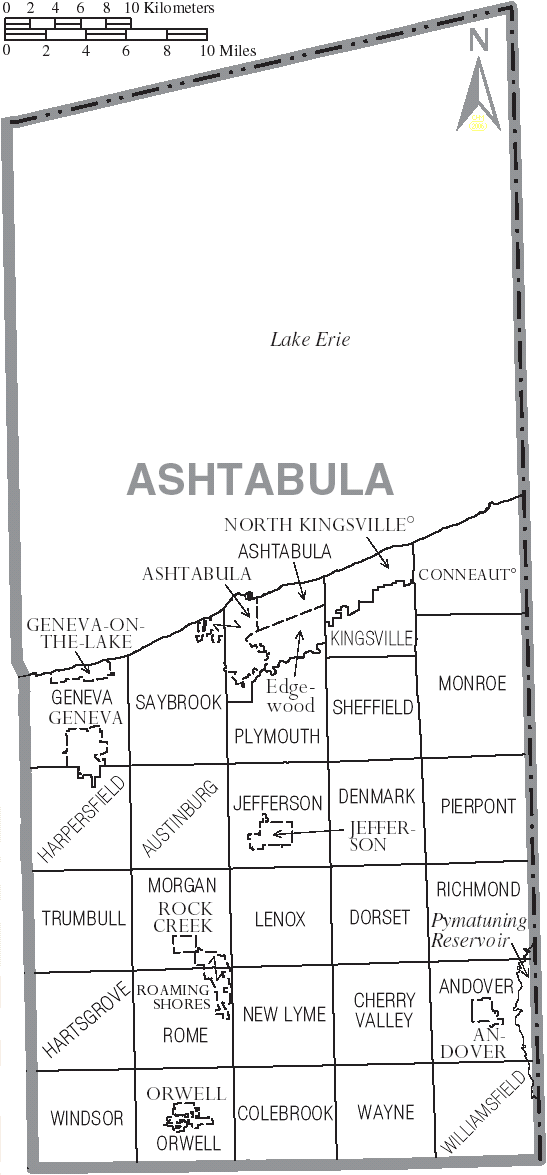
Karte des Ashtabula County.

### Städte
- Ashtabula
- Conneaut
- Geneva

### Kommunen
| - Andover - Geneva-on-the-Lake - Jefferson | - North Kingsville - Orwell | - Roaming Shores - Rock Creek |

### Townships
| - Andover Township - Ashtabula Township - Austinburg Township - Cherry Valley Township - Colebrook Township - Denmark Township - Dorset Township - Geneva Township - Harpersfield Township | - Hartsgrove Township - Jefferson Township - Kingsville Township - Lenox Township - Monroe Township - Morgan Township - New Lyme Township - Orwell Township - Pierpont Township | - Plymouth Township - Richmond Township - Rome Township - Saybrook Township - Sheffield Township - Trumbull Township - Wayne Township - Williamsfield Township - Windsor Township |

## Wirtschaft
Aufgrund seiner verkehrsgünstigen Lage am Ufer des Eriesees weist Ashtabula County eine signifikante wirtschaftliche Entwicklung auf. Während die Landwirtschaft trotz Mechanisierung, Diversifizierung und betrieblicher Spezialisierung nur noch eine untergeordnete Bedeutung für die Wirtschaft besitzt, sind sekundärer und tertiärer Wirtschaftssektor (produzierendes Gewerbe und Dienstleistungen) von erheblicher Bedeutung. Die industriellen Zentren des Ashtabula County sind Ashtabula, Conneaut, Geneva, North Kingsville und Jefferson. Von Jefferson abgesehen liegen alle direkt oder nahe am Eriesee.

### Landwirtschaft
2007 existieren im Ashtabula County, Ohio, insgesamt 1280 Farmen (landwirtschaftliche Betriebe). Im Durchschnitt beträgt deren Größe etwa 132 Acres, das entspricht etwa 52,42 Hektar. Damit liegt die durchschnittliche landwirtschaftliche Fläche je Betrieb unterhalb des Wertes, der üblicherweise durch den Homestead Acts von 1862 bei der Besiedelung des amerikanischen Westens zugebilligte Fläche für eine Farm.
Von den Farmen sind 73 „Grade A dairy farms“, also hochspezialisierte Betriebe der Milchviehhaltung. Insgesamt betreiben die Farmen im Ashtabula County auf rund 69.000 Acres Fläche, entsprechend 27.923,3 Hektar, Ackerbau.
Innerhalb des Bundesstaates Ohio rangiert das Ashtabula County in der Produktionsstatistik auf Platz 1 bei Weintrauben, auf Platz 3 bei Hafer und auf Platz 8 bei Heu.
Folgende Durchschnittserträge werden hier erzielt:
- Mais: 124 Scheffel/Acre
- Sojabohnen: 39 Scheffel/Acre
- Hafer: 65 Scheffel/Acre
- Weizen: 42 Scheffel/Acre
- Heu: 2,54 Tonnen/Acre

### Produzierendes Gewerbe
Im Jahr 2002 waren im produzierenden Gewerbe des Ashtabula County in insgesamt 193 Betrieben 8.883 Menschen anhängig beschäftigt. Das produzierende Gewerbe erwirtschaftete dabei Umsätze in Höhe von 1,604 Milliarden US-Dollar. Insgesamt 300 Millionen US-Dollar wurden an die Beschäftigten bezahlt. Die beiden mit Abstand bedeutendsten Branchen im Ashtabula County sind der Bereich der Metallverarbeitung und der Chemischen, Gummi- und kunststoffverarbeitenden Industrie, wobei letztere insbesondere von der Lage am Eriesee profitieren. Ferner sind einige Betriebe aus dem Maschinenbau angesiedelt sowie Zulieferbetriebe für den Fahrzeugbau. Die bei weitem meisten 8800 Arbeitsplätze im Bereich Industrie bietet die Kunststoffverarbeitung mit 3.469 Angestellten, entsprechend fast 40 % aller abhängigen Beschäftigungsverhältnisse im Bereich der Industrie.

### Dienstleistungsgewerbe
Der Dienstleistungssektor ist nach dem Wirtschaftszensus von 2002 der bedeutendste Wirtschaftssektor im Ashtabula County. Im Bereich Handel existieren dabei die meisten Betriebe; Einzelhandel (436 Betriebe) und Großhandel (80) sind wichtigen Arbeitgeber, die von den Gewerbetreibenden abgesehen zusammen 5244 Menschen beschäftigen und insgesamt über eine Milliarde US-Dollar jährlich umsetzen. 
Daneben spielt auch der Sektor Gastronomie (food-services) mit 228 Betrieben und 3094 Beschäftigten eine wesentliche Rolle. Im Jahr 2002 wurden hier 94,7 Millionen US-Dollar umgesetzt. 
Soziale und medizinische Dienstleistungen beschäftigten 2002 in 220 Betrieben gut 5000 Erwerbspersonen. Bei einem Jahresumsatz von 280,5 Millionen US-Dollar entfällt beinahe die Hälfte auf die Lohnkosten (120 Millionen US-Dollar). 
Ebenfalls von signifikanter Bedeutung sind im Ashtabula County der Immobiliensektor und der Bereich hochwertiger akademischer bzw. technischer Dienstleistungen. Insgesamt ist eine weite Bandbreite an Dienstleistungen, darunter eine wachsende Zahl businee-to-business Aktivitäten, festzustellen.
Über Finanz- und Versicherungsdienstleistungen sowie den öffentlichen Dienst lassen sich keine detaillierten Angaben machen. Im Bundesstaat Ohio entfallen 1997 auf diesen Sektor über eine Viertelmillion Angestellte.

## Schutzgebiete
- Geneva State Park
- Pymatuning State Park (Ohio)